# 崔盛煥
崔 盛煥（チョイ・サンフアン、최성환、1964年6月27日 - ）は、大韓民国の医師であり、精神科専門医であり 作家。
著書に『指導者の資格』がある。2017年 マーキスフスフ 世界大人名事典.に登載する。